# Zeijerveld
Het Zeijerveld is een gebied van 620 hectare gelegen aan de noord-westkant van Assen in de provincie Drenthe (Nederland). Het werd als woeste grond in 1907 van de Zeijer boeren gekocht door Jacob Theodoor Cremer, president van de Nederlandsche Handel-Maatschappij en oud-minister van Koloniën. Cremer liet het gebied in de jaren voor de Eerste Wereldoorlog ontginnen door de  Nederlandsche Heidemaatschappij. Vanaf de Drentsche Hoofdvaart werd de Asserwijk gegraven voor afwatering en transport. Langs en bij de Asserwijk liet Cremer 15 boerderijen bouwen, met een grootte van 20-45 ha, en een aantal arbeiderswoningen. Het gebied is vanuit de lucht goed herkenbaar tussen Assen en de dorpen Peest en Zeijen door de typerende rechtlijnige verkaveling.

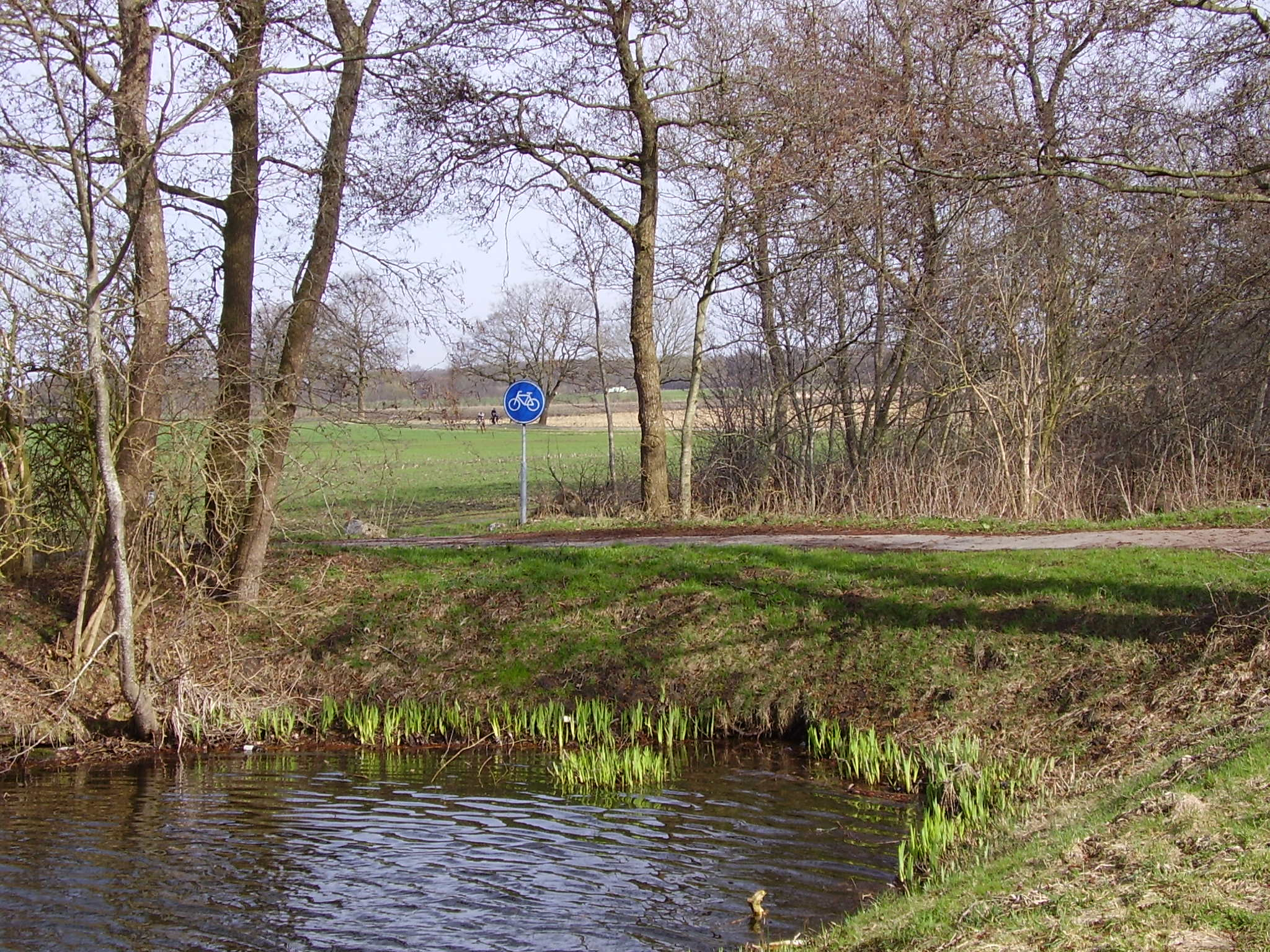
Kruising Lossingpad (fietspad) en de wijk naar Zeijen in het Zeijerveld